# Albaida del Aljarafe
Albaida del Aljarafe é um município da Espanha na província de Sevilha, comunidade autónoma da Andaluzia, de área 10,82 km² com população de 2157 habitantes (2004) e densidade populacional de 199,35 hab/km².

## Demografia
| Variação demográfica do município entre 1991 e 2004 | Variação demográfica do município entre 1991 e 2004 | Variação demográfica do município entre 1991 e 2004 | Variação demográfica do município entre 1991 e 2004 |
| --------------------------------------------------- | --------------------------------------------------- | --------------------------------------------------- | --------------------------------------------------- |
| 1991                                                | 1996                                                | 2001                                                | 2004                                                |
| 1670                                                | 1841                                                | 1956                                                | 2157                                                |